# Shannon Tarbet
Shannon Tarbet (* 27. Oktober 1991 in Brighton) ist eine britische Schauspielerin.

## Leben
Shannon Tarbet debütierte 2010 am Royal Court Theatre in London in der Uraufführung von Spur of the Moment von Anya Reiss. Es folgten unter anderem Engagements am Hampstead Theatre, am Bush Theatre sowie am National Theatre. Für ihre Darstellung in Mogadishu am Royal Exchange in Manchester wurde sie 2011 mit einem Manchester Theatre Award als beste Schauspielerin in einer Nebenrolle ausgezeichnet.
Ebenfalls 2011 hatte sie in den Serien Silk – Roben aus Seide, Monroe, Lewis und George Gently – Der Unbestechliche erste Episodenrollen. Im Filmdrama Sergeant Rex – Nicht ohne meinen Hund verkörperte sie 2017 die Rolle der Barb, außerdem war sie in der Serie Genius als Marie Winteler und im Psychothriller Beast als Polly zu sehen, in der BBC-Serie Rellik gehörte sie in der Rolle der Hannah Markham zur Hauptbesetzung. 2018 spielte sie in der Filmbiografie Colette mit Keira Knightley die Rolle der Meg. In der zweiten Staffel von Killing Eve war sie 2019 als Amber Peel zu sehen.
Im 2020 veröffentlichten Kinofilm Love Sarah – Liebe ist die wichtigste Zutat von Regisseurin Eliza Schroeder verkörperte sie an der Seite von Celia Imrie als ihre Großmutter Mimi die Rolle der Clarissa Kurachi. In der deutschen Fassung wurde sie von Jodie Blank synchronisiert.

## Filmografie (Auswahl)
- 2011: Silk – Roben aus Seide (Silk, Fernsehserie, eine Episode)
- 2011: Monroe (Fernsehserie, eine Episode)
- 2011: Lewis – Der Oxford Krimi – Old, Unhappy, Far Off Things (Lewis, Fernsehserie)
- 2011: George Gently – Der Unbestechliche – Tödliches Verlangen (Inspector George Gently, Fernsehserie)
- 2013: Ein Versprechen (A Promise)
- 2015: River (Mini-Serie)
- 2015: Virtuoso (Fernsehfilm)
- 2017: Sergeant Rex – Nicht ohne meinen Hund (Megan Leavey)
- 2017: Genius (Fernsehserie)
- 2017: Beast
- 2017: Rellik (Mini-Serie)
- 2017: The Choke (Kurzfilm)
- 2018: Colette
- 2018: Helena (Kurzfilm)
- 2018: Dead Birds (Kurzfilm)
- 2019: Love Is Blind
- 2019: Killing Eve (Fernsehserie)
- 2019: Martha (Kurzfilm)
- 2019: Dance Til You Bleed: The World According to Hans Christian Andersen
- 2020: Love Sarah – Liebe ist die wichtigste Zutat (Love Sarah)
- 2022: The Gallery
- 2024: Hotel Portofino (Fernsehserie, drei Episoden)

## Auszeichnungen
- 2011: Manchester Theatre Award für Mogadishu am Royal Exchange in Manchester als beste Schauspielerin in einer Nebenrolle[3]